# Marta Rădulescu
Marta D. Rădulescu (24 de abril de 1912 – 1959) fue una poeta, periodista y novelista rumana, famosa en los 1930s por su obra autofictional. De una familia académica con una inclinación por la política radical, virando a la política fascista, apoyando la Guardia de Hierro. La parte en forma de compromiso de su trabajo, el cual, a partir de una versión satírica de la educación en las provincias, se convierte en un documento de radicalización entre guerras y batallas políticas estudiantiles. Escándalo tras la publicación de sus obras en prosa tempranas, sobre todo después de las reclamaciones había sido gran parte o totalmente escrita por su padre o, en su defecto, por su amigo y amante putativo N. Crevedia. Su polémica con Crevedia se consumió en la prensa nacional y en los libros escritos por ambos participantes.

## Biografía
Nacido en Pitești, su padre Dan Rădulescu era un farmacéutico, y, en los 1930s, profesor en la Universidad de Cluj Bajo el seudónimo Justus, también escribió obras literarias. El hermano de Marta, Fluor, siguió el mismo camino de carrera como su padre, y acabó enseñando a su lado.
En Cluj completó su educación media, en el Instituto Maria de la Regina. Su primer trabajo publicado, el poema Vorbind cu luna ("Hablando a la Luna") apareció en la revista Dimineațun Copiilor (suplemento del diario Dimineațun) en 1929. Su primer libro, una colección de croquis Clasa VII A ("Grado 7.º A") publicado en 1931, siguiendo el mismo año por Mărgele de măceș —historias de vacaciones y versos qué los críticos han considerado mediocres. Marta también perseveró como poeta, publicando versos nuevos en Societatea de Mâine y Hyperion.